# Гапіч Іван Степанович
Іва́н Степа́нович Га́піч — радянський військовослужбовець, учасник німецько-радянської війни. Народний Герой Казахстану (2023).

## Життєпис
Народився в Акмолинську. Пізніше сім'я переїхала в Караганду. 
Після початку німецько-радянської війни був мобілізований та направлений у Ташкент на курси радіотелефоністів. В листопаді 1941 року в складі 375-го окремого радіодивізіону відправлений на оборону Москви. Через кілька місяців був перерозподілений, та відправлений у загін спеціального призначення у Смоленську область.
Брав участь у параді Перемоги на Красній площі 24 червня 1945 року.

## Нагороди
- Звання Народний Герой Казахстану (5 травня 2023) — за мужність і самовідданість, виявлені у Великій Вітчизняній війні 1941–1945 років[2].